# Mali nandu
Mali nandu ili Darwinov nandu (lat. Pterocnemia pennata; sinonim: Rhea pennata) je velika ptica neletačica, ali manja od dvije postojeće vrste nandua. 
Naseljava samo Južnu Ameriku, od Patagonije do Anda u Argentini, Čileu, Boliviji i Peruu. 
Živi na otvorenim ravnicama, stepama i istočnim padinama Anda. Za vrijeme gniježđenja nalazi se u blizini jezera, rijeka ili bara iako gnijezda pravi na suhom.

## Podvrste
Postoje tri podvrste:
- Pterocnemia pennata garleppi Chubb, 1913 živi u jugoistočnom Peruu, jugozapadnoj Boliviji i sjeverozapadnoj Argentini.
- Pterocnemia pennata tarapacensis Chubb, 1913 živi u sjevernom Čileu
- Pterocnemia pennata pennata (d'Orbigny, 1834) živi u patagonijskim stepama Argentine i Čilea

Predlagano je da se R. p. tarapacensis i R. p. garleppi smatraju odvojenom vrstom. Obje podvrste je opisao Charles Chub 1913. Moguće je da je  garleppi mlađi sinonim za tarapacensis.

## Opis
Visok je 90-100 cm, a težak 15-25 kg. Na kraju svakog krila nalazi se jaka kandža koju koristi kao oružje za napad i obranu. Na nogama ima po tri prsta. Tijelo je pokriveno glatkim i mekanim perjem, smeđe boje s bijelim mrljama. Krila su proporcionalno veća nego kod drugih ptica trkačica, iako ne služe za letenje,  ali mu to omogućuje da trči dosta brzo.

## Ponašanje
Prilično je društvena ptica koja živi u mješovitim grupama svih uzrasta i oba spola. Ponekad se udružuje s drugim divljim biljojedima koji imaju dobro razvijeno osjetilo mirisa. Time obje vrste životinja imaju koristi jer se udruživanjem dobrog vida nandua i dobrog osjetila mirisa druge životinje otkrivaju grabežljivci na velikoj udaljenosti. Putuju najčešće u grupama od 5-30 jedinki. 
Može dosegnuti brzinu i do 60 km/h, i tako pobjeći neprijateljima. Iako može pobjeći od njih,  ima naviku povlačiti se unazad, a onda odjednom skoči u grmlje i legne na tlo. Pored toga koristi i sposobnost kretanja u cik-cak i naglog skretanja u desno, pri čemu je vrat postavljen vodoravno, a krila savijena da bi se lakše kretao kroz grmlje.  Osim brzog trčanja, jako dobro i pliva. Ima dobro razvijen vid i sluh.  
Prehrana se uglavnom sastoji od različitih biljnih dijelova: korijena, plodova, sjemenki, dok mali dio sastoji se od životinjske hrane: kukaca i sitnih kralježnjaka. Pije jako malo vode zato što potrebe za vodom zadovoljava preko biljne hrane. Također guta i kamenčiće kojima se usitnjava hrana u želucu. Ne kreće se puno u potrazi za hranom zato što živi u staništima koja su njome bogata preko cijele godine. 

## Razmnožavanje
Na početku sezone gniježđenja mužjaci se bore za teritorij. Kada sačuvaju teritorij, pokušavaju da privući ženke širenjem krila. Tako uspjevaju privući 2-12 ženki, a zatim im se udvaraju tako što ispuštaju glasove i mašu krilima kružeći oko njih. Nakon parenja, ženke jedna za drugom polažu jaja u isto gnijezdo i ostaju u grupi. 
U tjednima koji dolaze one se vraćaju do gnijezda svaka 2-3 dana gdje ponovo polažu jaja. Dimenzije jaja su prosječno 127x87 mm, a boja žućkasta do maslinastozelena. Kada završe polaganje jaja u jednom gnijezdu, ženke odlaze pariti se s drugim mužjacima. Mužjaci leže na jajima i brinu o mladuncima. Inkubacija jaja traje 35-40 dana. Mužjak je u tom razdoblju vrlo agresivnog ponašanja prema bilo kome tko se približi gnijezdu.  Mužjak najbliža jaja dokotrlja u gnijezdo, a ona koja su dalje ostaju van njega. Takva jaja trule čime privlače muhe koje postaju hrana mužjacima i mladima. U gnijezdu obično završava od 13-30 jaja. Probijanje ljuske i izlazak pilićadogađa se u roku od 24-48 sati. Pilići su sivkasto smeđi.
Poslije nekoliko dana mužjak vodi ptiće daleko od gnijezda, a njihov međusobni kontakt održava se zvižducima. Kada su uplašeni ili u opasnosti, kada im je previše toplo ili previše hladno, pilići čučnu na zemlju ili se sakrivaju pod krila mužjaka. Mužjak se prema svojim ptićima ponaša vrlo zaštitnički. Osim toga, mužjak vrlo često usvaja piliće drugog mužjaka i brine o njima zajedno sa svojim mladuncima. Unutar jedne grupe se zbog toga nalaze mladunci različite dobi. Mužjaci brinu o mladuncima oko 6 mjeseci koji ostaju u svojim grupama sve do spolne zrelosti koju dosežu s 2-3 godine.